# Elecciones municipales de Huancavelica de 1986
Las elecciones municipales de Huancavelica de 1986 se llevaron a cabo el 9 de noviembre de 1986 para elegir al alcalde y al Concejo Provincial de Huancavelica para el periodo 1987-1989. La elección se celebró simultáneamente con elecciones municipales en todo el país.
Los comicios se caracterizaron nuevamente por el recrudecimiento del conflicto interno y el incremento de las acciones terroristas de Sendero Luminoso; en el distrito de Acobambilla, nuevamente, no se realizaron las votaciones. No obstante, pese al clima de violencia, en suma aumentó la participación así como se redujeron los votos en blanco y viciados.
Siguiendo la tendencia nacional, el Partido Aprista Peruano se convirtió en la primera fuerza política en Huancavelica, convirtiendo a Raúl Apumayta Arana en alcalde y ganando el gobierno distrital en la mitad de distritos de la provincia. La coalición Izquierda Unida sufrió su primera derrota, aunque mantuvo el control de cinco concejos distritales.

## Sistema electoral
La Municipalidad Provincial de Huancavelica es el órgano administrativo y de gobierno de la provincia de Huancavelica. Está compuesta por el alcalde y el Concejo Provincial.
La votación del alcalde y el concejo se realiza en base al sufragio universal, que comprende a todos los ciudadanos nacionales mayores de dieciocho años, empadronados y residentes en la provincia de Huancavelica y en pleno goce de sus derechos políticos, así como a los ciudadanos no nacionales residentes y empadronados en la provincia de Huancavelica.
El Concejo Provincial de Huancavelica está compuesto por 19 regidores elegidos por sufragio directo para un período de tres (3) años, en forma conjunta con la elección del alcalde (quien lo preside) La votación es por lista cerrada y bloqueada. Se asigna a la lista ganadora los escaños según el método d'Hondt o la mitad más uno, lo que más le favorezca.

## Composición del Concejo Provincial de Huancavelica
La siguiente tabla muestra la composición del Concejo Provincial de Huancavelica antes de las elecciones.
| Partidos | Partidos                  | Regidores |
| -------- | ------------------------- | --------- |
|          | Izquierda Unida           | 12        |
|          | Partido Popular Cristiano | 3         |
|          | Partido Aprista Peruano   | 3         |
|          | Acción Popular            | 1         |

## Partidos y candidatos
A continuación se muestra una lista de los principales partidos y alianzas electorales que participaron en las elecciones:
| Candidatura | Candidatura | Partidos y alianzas | Candidatos | Candidatos                  | Ideología                                             | Resultado previo | Resultado previo | Ref. |
| Candidatura | Candidatura | Partidos y alianzas | Candidatos | Candidatos                  | Ideología                                             | Votos (%)        | Reg.             | Ref. |
| ----------- | ----------- | --- | ---------- | --------------------------- | ----------------------------------------------------- | ---------------- | ---------------- | ---- |
|             | IU          | Lista - Izquierda Unida (IU) – Unión de Izquierda Revolucionaria (UNIR) – Partido Unificado Mariateguista (PUM) – Partido Socialista Revolucionario (PSR) – Partido Comunista Revolucionario (PCR) – Partido Comunista Peruano (PCP) – Frente Obrero Campesino Estudiantil y Popular (FOCEP) |            | Víctor Gonzales Almeyda     | Marxismo-leninismo Socialismo Comunismo               | 57.99%           | 12               |      |
|             | PPC         | Lista - Partido Popular Cristiano (PPC) |            | Estanislao Contreras Angulo | Conservadurismo social Humanismo Democracia cristiana | 18.68%           | 3                |      |
|             | APRA        | Lista - Partido Aprista Peruano (APRA) |            | Raúl Apumayta Arana         | Aprismo                                               | 16.61%           | 3                |      |
|             | FNTC        | Lista - Frente Nacional de Trabajadores y Campesinos (FNTC) |            | Oswaldo Calderón Almonacid  | Nacionalismo de izquierda Tahuantinsuyismo            | Nuevo            | Nuevo            |      |

## Resultados

### Sumario general
|                        |                                                       |              |              |              |           |           |
| Partidos y coaliciones | Partidos y coaliciones                                | Voto popular | Voto popular | Voto popular | Regidores | Regidores |
| Partidos y coaliciones | Partidos y coaliciones                                | Votos        | %            | ±pp          | Total     | +/−       |
|                        | Partido Aprista Peruano (APRA)                        | 9,390        | 47.24        | +30.63       | 10        | +7        |
|                        | Izquierda Unida (IU)                                  | 7,727        | 38.87        | –19.12       | 8         | –4        |
|                        | Partido Popular Cristiano (PPC)                       | 2,052        | 10.32        | –8.36        | 1         | –2        |
|                        | Frente Nacional de Trabajadores y Campesinos (FNTC)   | 391          | 1.97         | Nuevo        | 0         | ±0        |
|                        | Lista Independiente Frente Progresista Huancavelicano | 296          | 1.49         | n/a          | 0         | ±0        |
|                        | Lista Independiente N° 13                             | 10           | 0.05         | n/a          | 0         | ±0        |
|                        | Lista Independiente N° 7                              | 6            | 0.03         | n/a          | 0         | ±0        |
|                        | Lista Independiente N° 9                              | 3            | 0.02         | n/a          | 0         | ±0        |
|                        | Lista Independiente N° 3                              | 2            | 0.01         | n/a          | 0         | ±0        |
|                        |                                                       |              |              |              |           |           |
| Total                  | Total                                                 | 19,877       |              |              | 19        | ±0        |
|                        |                                                       |              |              |              |           |           |
| Votos válidos          | Votos válidos                                         | 19,877       | 72.72        | +12.13       |           |           |
| Votos en blanco        | Votos en blanco                                       | 2,135        | 7.81         | –5.36        |           |           |
| Votos nulos            | Votos nulos                                           | 5,323        | 19.47        | –6.77        |           |           |
| Votos emitidos         | Votos emitidos                                        | 27,335       | 62.81        | +20.85       |           |           |
| Abstenciones           | Abstenciones                                          | 16,188       | 37.19        | –20.85       |           |           |
| Votantes registrados   | Votantes registrados                                  | 43,523       |              |              |           |           |
|                        |                                                       |              |              |              |           |           |
| Fuente:                |                                                       |              |              |              |           |           |

### Concejo Provincial de Huancavelica
| Cargo                               | Autoridad electa          | Partido político | Partido político          |
| ----------------------------------- | ------------------------- | ---------------- | ------------------------- |
| Alcalde Provincial de Huancavelica  | Raúl Apumayta Arana       |                  | Partido Aprista Peruano   |
| Regidor Provincial de Huancavelica  | Juan Mendoza Espinoza     |                  | Partido Aprista Peruano   |
| Regidor Provincial de Huancavelica  | Máximo Arce de la Cruz    |                  | Partido Aprista Peruano   |
| Regidor Provincial de Huancavelica  | Eloy Choroco Marchena     |                  | Partido Aprista Peruano   |
| Regidor Provincial de Huancavelica  | Rubén Morales Ortega      |                  | Partido Aprista Peruano   |
| Regidora Provincial de Huancavelica | Ena Paredes de Gómez      |                  | Partido Aprista Peruano   |
| Regidora Provincial de Huancavelica | Esther Saravia Páucar     |                  | Partido Aprista Peruano   |
| Regidor Provincial de Huancavelica  | Máximo Parejas Riveros    |                  | Partido Aprista Peruano   |
| Regidor Provincial de Huancavelica  | Manuel Soria Torres       |                  | Partido Aprista Peruano   |
| Regidor Provincial de Huancavelica  | Adolfo Cárdenas Retamozo  |                  | Partido Aprista Peruano   |
| Regidor Provincial de Huancavelica  | Valentín López Molina     |                  | Partido Aprista Peruano   |
| Regidora Provincial de Huancavelica | María Serpa Cárdenas      |                  | Izquierda Unida           |
| Regidor Provincial de Huancavelica  | Lucas Chacón Palante      |                  | Izquierda Unida           |
| Regidor Provincial de Huancavelica  | Augusto Velásquez Salinas |                  | Izquierda Unida           |
| Regidor Provincial de Huancavelica  | Amadeo Díaz Garibay       |                  | Izquierda Unida           |
| Regidor Provincial de Huancavelica  | Juan Zorrilla Párraga     |                  | Izquierda Unida           |
| Regidor Provincial de Huancavelica  | Amancio Alarco Delgado    |                  | Izquierda Unida           |
| Regidor Provincial de Huancavelica  | Juan Corilloclla Rojas    |                  | Izquierda Unida           |
| Regidor Provincial de Huancavelica  | Edgar Gómez Ccoyar        |                  | Izquierda Unida           |
| Regidor Provincial de Huancavelica  | Ricardo Coronel Espinoza  |                  | Partido Popular Cristiano |

## Elecciones municipales distritales

### Sumario general
| Partidos y coaliciones | Partidos y coaliciones                                | Voto popular | Voto popular | Voto popular | Alcaldías | Alcaldías |
| Partidos y coaliciones | Partidos y coaliciones                                | Votos        | %            | ±pp          | Total     | +/−       |
| ---------------------- | ----------------------------------------------------- | ------------ | ------------ | ------------ | --------- | --------- |
|                        | Partido Aprista Peruano (APRA)                        |              |              |              | 8         | +6        |
|                        | Izquierda Unida (IU)                                  |              |              |              | 5         | ±0        |
|                        | Partido Popular Cristiano (PPC)                       |              |              |              | 3         | –1        |
|                        | Frente Nacional de Trabajadores y Campesinos (FNTC)   |              |              | Nuevo        | 0         | ±0        |
|                        | Lista Independiente Frente Progresista Huancavelicano |              |              | n/a          | 0         | ±0        |
|                        | Lista Independiente N° 13                             |              |              | n/a          | 0         | ±0        |
|                        | Lista Independiente N° 7                              |              |              | n/a          | 0         | ±0        |
|                        | Lista Independiente N° 9                              |              |              | n/a          | 0         | ±0        |
|                        | Lista Independiente N° 3                              |              |              | n/a          | 0         | ±0        |
|                        | Sin información disponible                            | —            | —            | —            | 1         | —         |
|                        |                                                       |              |              |              |           |           |
| Total                  | Total                                                 |              |              |              | 17        | ±0        |
|                        |                                                       |              |              |              |           |           |
| Votos válidos          |                                                       |              |              |              |           |           |
| Votos en blanco        |                                                       |              |              |              |           |           |
| Votos nulos            |                                                       |              |              |              |           |           |
| Votos emitidos         |                                                       |              |              |              |           |           |
| Abstenciones           |                                                       |              |              |              |           |           |
| Votantes registrados   |                                                       |              |              |              |           |           |
|                        |                                                       |              |              |              |           |           |
| Fuente:                |                                                       |              |              |              |           |           |

### Resultados por distrito
La siguiente tabla enumera el control de los distritos de la provincia de Huancavelica. El cambio de mando de una organización política se resalta del color de ese partido.
| Distrito         | Alcalde(sa) titular       | Partido político | Partido político          | Alcalde(sa) electo(a)         | Partido político           | Partido político           |
| ---------------- | ------------------------- | ---------------- | ------------------------- | ----------------------------- | -------------------------- | -------------------------- |
| Acobambilla      | Marcelino Renojo Páucar   |                  | Partido Aprista Peruano   | Sin información disponible    | Sin información disponible | Sin información disponible |
| Acoria           | Pedro Palomino Zorrilla   |                  | Izquierda Unida           | Luis Breña Turco              |                            | Partido Aprista Peruano    |
| Conayca          | Máximo Ñaupa Huarocc      |                  | Partido Popular Cristiano | Inocente Arge Arana           |                            | Izquierda Unida            |
| Cuenca           | Urbano Salcedo Salazar    |                  | Partido Aprista Peruano   | Urbano Salcedo Salazar        |                            | Partido Aprista Peruano    |
| Huachocolpa      | Fernando Aparco Meza      |                  | Partido Aprista Peruano   | Luis Flores Segovia           |                            | Izquierda Unida            |
| Huando           | Policarpo Navarro Allpocc |                  | Partido Aprista Peruano   | Isidro Condori Ccanto         |                            | Partido Aprista Peruano    |
| Huayllahuara     | León Chaupis Martínez     |                  | Izquierda Unida           | Francisco Chapcha Huamán      |                            | Partido Popular Cristiano  |
| Izcuchaca        | Guillermo Ponce Espinoza  |                  | Partido Aprista Peruano   | Elfidio Cárdenas Huamancaja   |                            | Partido Aprista Peruano    |
| Laria            | León Hilario Ccanto       |                  | Partido Aprista Peruano   | Bonifacio Rojas Quispe        |                            | Izquierda Unida            |
| Manta            | Salomón Soto Matos        |                  | Partido Aprista Peruano   | Rosalino Soto Páucar          |                            | Partido Aprista Peruano    |
| Mariscal Cáceres | Marcelino Chanco Mendoza  |                  | Partido Popular Cristiano | Sonia Muñoz Carrasco          |                            | Partido Aprista Peruano    |
| Moya             | Herminio Claro Matos      |                  | Izquierda Unida           | Ulises Arce Balvin            |                            | Izquierda Unida            |
| Nuevo Occoro     | Raúl Acuña Ambrosio       |                  | Partido Aprista Peruano   | Raúl Acuña Ambrosio           |                            | Partido Aprista Peruano    |
| Palca            | Leoncio Solano Felipe     |                  | Izquierda Unida           | Francisco Poma Castellanos    |                            | Izquierda Unida            |
| Pilchaca         | Casildo Olivera Machao    |                  | Partido Aprista Peruano   | Demetrio Curis Claros         |                            | Partido Popular Cristiano  |
| Vilca            | Primo Sáenz Romero        |                  | Partido Aprista Peruano   | Clemente Durán Ramos          |                            | Partido Popular Cristiano  |
| Yauli            | Lorenzo Machuca Quispe    |                  | Izquierda Unida           | Cipriano Salvatierra Laurente |                            | Partido Aprista Peruano    |